# Here’s To Never Growing Up
"Here’s To Never Growing Up" (ang. Za to abyśmy nigdy nie dorośli) – pierwszy singiel kanadyjsko-francuskiej artystki Avril Lavigne z jej piątego albumu Avril Lavigne. Utwór został napisany przez Avril Lavigne, Chada Kroegera, Davida Hodgesa oraz Martina Johnsona, który zajął się jego produkcją. Piosenka zadebiutowała na 52 pozycji na Billboard Hot 100 i na 79 na Canadian Hot 100. Premiera teledysku odbyła się miesiąc po premierze singla, 9 maja 2013.

## Lista odtwarzania
Digital download
1. "Here’s to Never Growing Up" - 3:35

CD Single
1. "Here’s to Never Growing Up" - 3:35
2. "Here’s to Never Growing Up" (Instrumental) – 3:35

## Teledysk
19 kwietnia 2013 Lavigne potwierdziła na swoim koncie na Twitterze, że klip do singla będzie miał swoją premierę 9 maja 2013. Reżyserią teledysku zajął się Robert Hales. Przedstawia on wokalistkę występującą razem z zespołem na balu maturalnym, bawiącą się z przyjaciółmi oraz śpiewającą na ławce w jednej z klas szkoły i korytarzu. Jedna ze scen, w której Lavigne wjeżdża na deskorolce nawiązuje do jej pierwszego singla, a zarazem teledysku Complicated, wydanego 11 lat wcześniej, w 2002r. za czasów jej pierwszego albumu Let Go. W klipie poza obecnym zespołem występują również jego byli członkowie, Evan Taubenfeld (2002–2004) oraz Devin Bronson (2004–2008), przyjaciele piosenkarki.